# クッション

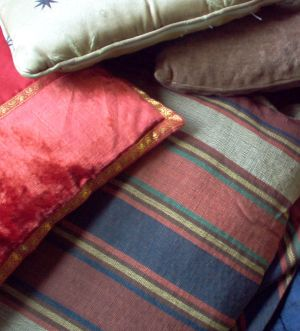
クッションの山

クッション（英語: Cushion）とは、西洋の調度品の一つ。

## 概要
クッションは、布製の袋にウールや羽毛、ポリエステル繊維、不織布、紙などの柔らかい素材を詰めて作られた調度品である（クッションの中にビーズ【マイクロビーズ、発泡スチロールビーズ】を加えたビーズクッションもある）。
主に椅子や寝台の上に敷き、座ったり寝たりするときに用いられることが多い。また、刺繍などで装飾されたクッションは、しばしば家具家財の装飾として用いられることもある。
クッションやカーペットなどの柔らかい調度品は、一時的に野外に持ち出すことで硬い地面でも心地よく過ごすことができるようになる。サマーベッドを設置したり、湿った草や害虫などから身を守ったりするなど、用途はさまざまである。
クッションは古くから使用されており、中世の宮廷や邸宅の家具や調度品を記した目録にはすでに登場しているうえ、14世紀には「クッション」という語句の使用が確認されている。元々は皮革製で、座るのに充分な大きさだったものが時代を経るにつれて小型化し、現在の室内調度品に至った。